# Annick Blancheteau
Annick Blancheteau, née le 3 avril 1946 à Paris 14e (Seine), est une actrice et une metteuse en scène de théâtre française.

## Biographie
Annick Elisabeth Blancheteau grandit d'abord dans le 14e arrondissement de Paris, rue d'Alésia, puis dans le 6e arrondissement, boulevard Raspail.
Elle était mariée au comédien et metteur en scène Jacques Rosny (décédé le 18 avril 2020) depuis 1971. Ils ont eu deux enfants : Alexandre (1973) et Valentine (1981).

## Filmographie

### Cinéma
- 1974 : Le mouton enragé de Michel Deville : guichetière de banque
- 1977 : L'apprenti salaud de Michel Deville : la patronne de l'hôtel
- 1982 : Pour cent briques, t'as plus rien de Édouard Molinaro : Odette
- 1988 : Contrainte par corps de Serge Leroy
- 1997 : Oranges amères de Michel Such
- 2003 : Moi César, 10 ans ½, 1m39 de Richard Berry
- 2003 : Une employée modèle de Jacques Otmezguine
- 2004 : Un petit jeu sans conséquence de Bernard Rapp
- 2011 : Une folle envie de Bernard Jeanjean
- 2018 : Duelles de Olivier Masset-Depasse

### Télévision
- 1968 : Affaire Vilain contre Ministère public de Robert Guez (série TV)
- 1968 : Le Bourgeois gentilhomme, téléfilm de Pierre Badel
- 1978 : Commissaire Moulin, épisode Le Diable aussi a des ailes, Mlle Gallois
- 1979 : L'Hôtel du libre échange de Georges Feydeau, réalisation Guy Séligmann
- 1981 : À nous de jouer d'André Flédérick : Véronique
- 1981 : Julien Fontanes, magistrat - épisode : Le soulier d'or de François Dupont-Midi
- 1981 : Au bon beurre d'Édouard Molinaro : Émilienne
- 1982 : Médecins de nuit de Jean-Pierre Prévost, épisode : Le Mensonge (série télévisée)
- 1983 : Les Nouvelles Brigades du Tigre de Victor Vicas, épisode Lacs et entrelacs de Victor Vicas : Jeanne Bertin
- 1995 : Les Cordier, juge et flic de Marion Sarraut (série télévisée) : Épisode Cécile, Mon Enfant : Maître Hamelin
- 1997-1998 : Une femme d'honneur : le Procureur Jeanne-Marie Collignon
- 1998 : L'Instit, épisode 4x09, Touche pas à mon école de David Delrieux : Hélène Chatel
- 2002 : Garonne
- 2006 : Avocats et Associés
- 2007 : Famille d'accueil
- 2008 : Terre de Lumière
- 2008 : La Fonte des neiges
- 2011 : Enfin seule
- 2012 : Divorce et fiançailles d'Olivier Péray : Odile
- 2012 : Clem, épisodes 5, 6, 7 : Solange Boissier
- 2013 : Clem, épisodes 8, 9, 10 : Solange Boissier
- 2013 : À votre service
- 2014 - 2015 : Hôtel de la plage de Christian Merret-Palmair
- 2014 : Clem, épisode 11 : Solange Boissier
- 2015 : Pacte sacré de Marion Sarraut
- 2017 : Les Mystères de l'île de François Guérin
- 2018 : La Sainte famille de Marion Sarraut
- 2018 : Qu'est-ce qu'on attend pour être heureux ?, série d'Anne Giafferi et Marie-Hélène Copti
- 2019 : Mongeville, épisode Le Mâle des montagnes d'Edwin Baily : Luce
- 2021 : Alex Hugo, épisode La voie de l'esprit : Thérèse
- 2021 : Le Squat d'Emmanuel Rigaut : Maryvonne
- 2022 : En plein cœur de Bruno Garcia
- 2024 : Scènes de ménages : La mère de Philippe

## Théâtre

### Comédienne
- 1966 : Le Mariage forcé de Molière, mise en scène Jacques Charon, Comédie-Française
- 1966 : Marc-Aurèle a disparu de Jean Le Marois, mise en scène Jacques Ardouin, Théâtre Charles de Rochefort
- 1967 : Arlequin valet de deux maîtres de Carlo Goldoni, mise en scène Jean-Louis Thamin, Théâtre de la Gaîté-Montparnasse
- 1969 : Au théâtre ce soir : Les Enfants d'Édouard de Marc-Gilbert Sauvajon d'après Frederic Jackson et Roland Bottomley, mise en scène Jean-Paul Cisife, réalisation Pierre Sabbagh, Théâtre Marigny
- 1970 : Voulez-vous jouer avec moâ ? de Marcel Achard, mise en scène Jacques Échantillon, Théâtre La Bruyère
- 1971 : Turandot ou le congrès des blanchisseurs de Bertolt Brecht, mise en scène Georges Wilson, TNP Théâtre de Chaillot
- 1971 : Au théâtre ce soir : Une histoire de brigands de Jacques Deval, mise en scène Jacques Mauclair, réalisation Pierre Sabbagh, Théâtre Marigny
- 1971 : Au théâtre ce soir : La lune est bleue de Hugh Herbert, adaptation Jean Bernard-Luc, mise en scène René Clermont, réalisation Pierre Sabbagh, Théâtre Marigny
- 1971 :  Au théâtre ce soir : Voulez-vous jouer avec moâ ? de Marcel Achard, mise en scène Jacques Échantillon, réalisation Pierre Sabbagh, Théâtre Marigny
- 1972 : Le Légume de Francis Scott Fitzgerald, mise en scène Jean-Pierre Grenier, Théâtre Hébertot
- 1973 : L'Homme en question de Félicien Marceau, mise en scène Pierre Franck, Théâtre de l'Atelier
- 1974 : Protée de Paul Claudel, mise en scène Jacques Rosny, Théâtre Hébertot
- 1975 : La Guérite de Jacques Audiberti, mise en scène Jacques Rosny et Yves Bureau, Théâtre de Boulogne-Billancourt
- 1975 : Antigone de Jean Anouilh, mise en scène Nicole Anouilh, Théâtre des Mathurins
- 1976 : Happy Birthday de Marc Camoletti, mise en scène de l'auteur, Théâtre Michel
- 1977 : 3 lits pour 8 d'Alan Ayckbourn, mise en scène Pierre Mondy, Théâtre Montparnasse
- 1979 : À nous de jouer de Félicien Marceau, mise en scène Andreas Voutsinas, Théâtre Hébertot
- 1979 : Les orties ça s’arrache mieux quand c’est mouillé de Josiane Lévêque, Studio des Champs-Élysées
- 1980 : Les Bons Bourgeois de René de Obaldia, mise en scène Jacques Rosny, Théâtre Hébertot
- 1982 : Sodome et Gomorrhe de Jean Giraudoux, mise en scène Jean-François Prévand, Théâtre de la Madeleine
- 1984 : Le Sablier de Nina Companeez, mise en scène de l'auteur, Théâtre Antoine
- 1986 : L'Amour-Goût de Crébillon fils, mise en scène Éric-Gaston Lorvoire, Théâtre Mouffetard
- 1986 : La Maison du lac d'Ernest Thompson, mise en scène Raymond Gérôme, Théâtre Montparnasse
- 1988 : Avanti ! de Samuel Taylor, mise en scène Pierre Mondy, Théâtre Antoine, Théâtre du Palais-Royal
- 1989 : L'Amour-Goût de Crébillon fils, mise en scène Eric Lorvoire, Théâtre de l'Œuvre
- 1993 : L'Avare de Molière, mise en scène Jean-Luc MoreauThéâtre des Bouffes-Parisiens
- 1998 : Pour la galerie de Claude d'Anna et Laure Bonin, mise en scène Stephan Meldegg, Théâtre de l'Œuvre
- 2001 : Itinéraire bis de Xavier Daugreilh, mise en scène Stéphan Meldegg, Théâtre La Bruyère
- 2005 : Le Sens du ludique de Jean-Luc Lemoine, mise en scène Agnès Boury
- 2009 : Réveillon d'été d'Isabelle de Tolédo, mise en scène Annick Blancheteau, Théâtre Michel
- 2009 : Les Dames du jeudi de Loleh Bellon, mise en scène Christophe Lidon, Centre national de création d'Orléans
- 2010 : Les Dames du jeudi de Loleh Bellon, mise en scène Christophe Lidon, Théâtre de l'Œuvre
- 2013 : 3 lits pour 8, adaptation de Victor Lanoux, mise en scène Jean-Luc Moreau, Théâtre Saint Georges
- 2023 : Un couple magique de Laurent Ruquier, au Cirque Royal de Bruxelles

### Metteur en scène
- Au niveau du chou de Josiane Lévêque
- Petit déjeuner compris de Christine Reverho
- Sur un air de tango d'Isabelle de Toledo, mise en scène avec Jean Mourière
- À Cloche pied de Patricia Levrey
- 1979 : Les orties ça s’arrache mieux quand c’est mouillé de Josiane Lévêque, Studio des Champs-Élysées
- 1981 : Orties… chauds, de Josiane Lévêque, Théâtre de l'Œuvre
- 1990 : Un œil plus bleu que l’autre d’Evelyne Grandjean, Théâtre de la Gaîté-Montparnasse
- 1993 : Le Parfum de Jeannette de Françoise Dorner, Studio des Champs-Élysées
- 1994 : Laisse parler ta mère d’Yves Jamiaque, Théâtre Saint-Georges
- 1994 : Château en Suède de Françoise Sagan, Théâtre Saint-Georges
- 1995 : Un inspecteur vous demande de John Boynton Priestley, Théâtre Daunou
- 1996 : Le Comédien de Sacha Guitry, Théâtre des Nouveautés
- 1999 : La Surprise de Pierre Sauvil, Théâtre Saint-Georges
- 2002 : La Griffe (A 71) de Claude d'Anna et Laure Bonin, Théâtre Fontaine
- 2004 : L'Autre de Florian Zeller, Théâtre des Mathurins
- 2007 : Puzzle de Woody Allen, mise en scène avec Jean Mourière, Théâtre du Palais-Royal
- 2009 : Réveillon d'été d'Isabelle de Tolédo, Théâtre Michel

## Distinctions
- 1er prix de conservatoire d'art Dramatique 1962
- Prix Arletty 1990
- Molières 1999 : nomination au Molière de la comédienne pour Pour la galerie
- Molières 2002 : nomination au Molière du metteur en scène pour La Griffe (A 71)